# Shavlik Randolph
Ronald Shavlik Randolph (Raleigh, Sjeverna Karolina, 24. studenog 1983.) američki je profesionalni košarkaš koji nastupa za NBA momčad Boston Celtics. Od 2002. do 2005. je nastupao za košarkašku momčad sveučilišta Duke.

## Vanjske poveznice
- Profil na nba.com
- Profil na ESPN.com